# Renzo Bariviera
Renzo Bariviera (nacido el 16 de febrero de 1949 en Cimadolmo, Italia)  es un exjugador italiano de baloncesto. Con 2.02 de estatura, jugaba en el puesto de ala-pívot. Era hermano del ciclista Vendramino Bariviera.

## Equipos
- 1968-1975 Olimpia Milano
- 1975-1976  Libertas Forli
- 1976-1978  Sporting Club Gira
- 1978-1983 Pallacanestro Cantú
- 1983-1986 Olimpia Milano
- 1986-1987  Aurora Desio

## Palmarés
- LEGA: 4
Olimpia Milano: 1972, 1985, 1986
Pallacanestro Cantú: 1981
- Copa: 1
Olimpia Milano: 1985-1986
- Copa de Europa: 2
Pallacanestro Cantù: 1982, 1983
- Copa Korać: 1
Olimpia Milano: 1984-85
- Recopa: 4
Olimpia Milano: 1970-1971, 1971-1972
Pallacanestro Cantù: 1978-1979, 1980-1981
- Copa Intercontinental: 1
Pallacanestro Cantù: 1982